# SMS Hansa

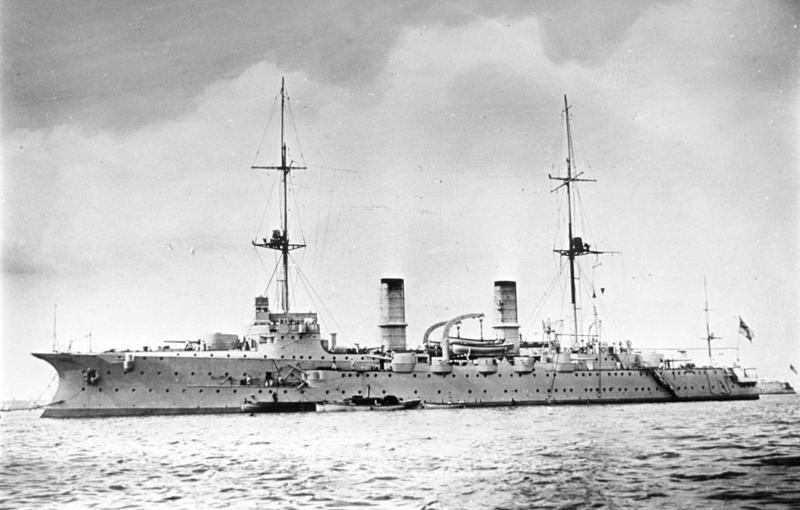
Photographie du SMS Hansa après 1909

Le SMS Hansa est un croiseur protégé de la marine impériale allemande appartenant à la classe Victoria Louise. Lancé le 12 mars 1898, ce fut le dernier navire de cette classe qui comprenait cinq unités.

## Historique

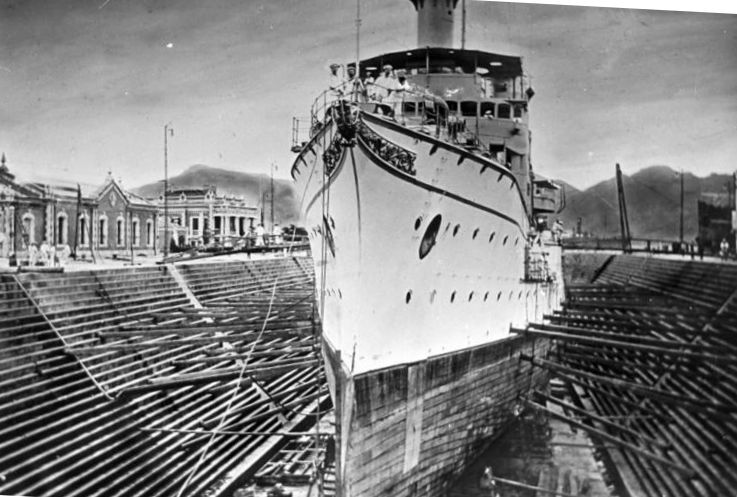
Construction du SMS Hansa à Stettin

Le croiseur est construit à partir d'avril 1896 pour un coût de 10 270 000 marks par la compagnie AG Vulcan de Stettin. Il est lancé deux ans plus tard et baptisé par Johann Georg Mönckeberg (de), maire de Hambourg, port hanséatique. Son nom, Hansa, est la forme latine de la Hanse. Un autre navire de la Kaiserliche Marine porte le même nom. C'est une corvette lancée en 1874 qui reste en service, principalement en Amérique latine, jusqu'en 1888 et est démantelée en 1906.
Le SMS Hansa est transféré à Kiel au début de l'année 1899, où il est mis en service au mois d'avril suivant. Il effectue plusieurs voyages d'essai, jusqu'au 11 août. Il est ensuite affecté à l'escadre d'Extrême-Orient (Ostasiengeschwader). Il part donc pour la Chine le 16 août 1899, et accomplit d'abord quelques missions en septembre pour le pèlerinage du kaiser en Terre sainte. Il franchit ensuite le canal de Suez, traverse la mer Rouge et vogue dans l'océan Indien. Il mouille aux Maldives pour entretien et réparations. Le SMS Hansa connaît en effet des problèmes de machinerie et avait dû se servir de son ancre flottante. Finalement, il se dirige vers Colombo pour y faire un long arrêt.
Il reprend la route le 7 octobre pour Singapour, où il arrive le 13 octobre. Cependant une explosion a lieu à bord au bout de quatre jours, car deux chaudières ont surchauffé. Le croiseur doit donc faire demi-tour. Il ne reprend la route que le 26 octobre pour Amoy, où il doit stationner, car son état ne lui permet pas d'aller plus loin. Le SMS Hertha arrive le 2 novembre, suivi deux jours plus tard par le SMS Deutschland. Le vice-amiral de l'escadre d'Extrême-Orient Ernst Fritze (de) quitte le navire amiral SMS Hertha pour se rendre à bord du SMS Hansa qui se dirige vers Shanghai le 11 novembre. Le croiseur doit cependant mouiller à Hong Kong au début du mois de décembre pour entretien des machines. Tout est prêt le 28 décembre 1899.
Le prince Henri de Prusse, frère de l'empereur et chef de l'escadre, doit retourner en Allemagne le 4 janvier 1900. C'est donc le vice-amiral de l'escadre qui la commande désormais et à partir du 17 février 1900, le vice-amiral Bendemann. Le SMS Hansa quitte Shanghai le 20 février et arrive à Tsingtao, concession allemande, le 15 mars. Le navire effectue alors plusieurs missions dans la concession et ses environs. Le vice-amiral retourne en Allemagne le 8 avril et il est remplacé par le contre-amiral Hermann Kirchhoff à la mi-juillet.

### Service pendant la révolte des Boxers
La révolte des Boxers a été précédée par des troubles fomentés par des sociétés secrètes nationalistes, principalement contre les étrangers. Un sommet est atteint au début de l'année 1900, surtout lorsque le quartier des légations de Pékin est assiégé par les rebelles. Un corps expéditionnaire de huit nations, dont l'Empire allemand, la France, la Grande-Bretagne, le royaume d'Italie, l'Empire austro-hongrois, l'Empire russe, les États-Unis et le Japon, s'empare des forts de Taku et de l'embouchure du fleuve pour se diriger vers la capitale de l'Empire céleste et libérer les assiégés. La flotte est commandée par l'amiral Seymour. Bendemann quant à lui y débarque vingt officiers, deux médecins et quatre cent quatre-vingt-sept hommes. Cent-vingt-trois marins appartiennent au SMS Hansa et sont commandés par le capitaine-lieutenant Schlieper.
Le corps expéditionnaire des huit nations est pourtant stoppé dans sa progression par les rebelles chinois au bord du Peiho et recule le 19 juin. Seymour ordonne au Kapitän zur See von Usedom (de) de diriger les troupes allemandes vers le front. C'est le célèbre « German to the front ! » Jellicoe, futur commandant de la flotte anglaise à la bataille du Jutland, qui opposa plus tard en 1916 Allemands et Britanniques, est sévèrement blessé pendant les assauts. Le commandant de bord du SMS Hansa, le capitaine Pohl, après le repli à Tientsin du corps expéditionnaire, commande une seconde partie des troupes et essuie le feu après l'expiration de l'ultimatum chinois aux abords des forts de Taku, dans la nuit du 16 au 17 juin. Des canonnières, dont la SMS Iltis, viennent en appui. Les Chinois finissent par abandonner la partie, leur dernier soldat quitte les lieux le 21 juin. Le capitaine Pohl dirige le contingent allemand jusqu'au 4 août qui retrouve ensuite le reste du corps expéditionnaire (près de 20 000 hommes) pour libérer les assiégés de Pékin : ce sont « les cinquante-cinq jours de Pékin ». Le capitaine Pohl dirige pendant ce temps une escadre de croiseurs avec le SMS Hansa qui a la charge de pacifier les côtes. 
Le SMS Hansa a particulièrement souffert de cette guerre des Boxers, ayant subi la perte de treize morts et vingt-quatre blessés. Il se dirige en octobre vers Nagasaki.

### Service en Extrême-Orient
Le SMS Hansa accomplit des missions au Japon et à la concession allemande de Tsingtao (« Tsingtau » en allemand), après la guerre des Boxers. Il est en réparations à partir du 30 décembre à Hong Kong et rejoint Tsingtao le 5 mars 1901. Le croiseur reçoit l'ordre à la fin du mois de représenter l'Empire allemand aux fêtes célébrant la fondation du Commonwealth d'Australie. Il prend donc la route par Hong Kong, Batavia et Fremantle, pour arriver à Melbourne le 1er mai 1901, avec le SMS Cormoran. Des navires d'autres puissances représentent aussi leurs pays respectifs et escortent l'héritier du trône britannique vers Sydney où ont lieu les festivités. Le SMS Hansa, après avoir rencontré le SMS Möwe, rentre à Tsingtao, où il arrive le 19 juin.
Par la suite, le croiseur accomplit des missions locales autour de la concession allemande. De novembre 1902 à mars 1903, il surveille le Yang-Tsé-Kiang, jusqu'à Nankin, puis il se rend au Japon en avril, où le contre-amiral von Baudissin a une audience avec l'empereur Mutsuhito. La visite doit se terminer par une revue de la flotte à Kobé. L'étendard personnel du contre-amiral von Baudissin est descendu le 20 octobre 1903. Il est remplacé à bord du SMS Hansa par celui du Kapitän zur See Henning von Holtzendorff, le 22 novembre suivant. Le croiseur prend son service autour de la concession et de la baie de Kiautschou, puis il est en réparations à Uraga à la Noël 1903, jusqu'au courant de janvier.
Lorsque la guerre russo-japonaise éclate, le SMS Hansa a pour mission d'évacuer les ressortissants allemands de la zone, notamment ceux habitant à Séoul ou à Port-Arthur et de les diriger vers Tsingtao. Le contre-amiral Heinrich von Moltke (de) est nommé second amiral de l'escadre le 16 décembre 1904 et il est décidé de mettre fin aux services du croiseur en Extrême-Orient, le 27 juillet 1905. Il retourne en Allemagne et il est mis hors service à Dantzig, le 26 octobre 1906.

### Navire-école
Le SMS Hansa est modernisé aux chantiers navals impériaux de Dantzig entre avril 1907 et mars 1909. Il devient ensuite navire-école pour les cadets de la marine impériale à partir du 1er avril 1909. Il croise d'abord en mer Baltique et en mer du Nord, ainsi que dans les eaux norvégiennes, puis en Méditerranée à partir d'août. Il est de retour le 15 mars 1910 et après réparations entreprend à nouveau sa croisière de formation en août 1910, cette fois-ci aux Caraïbes et le long de la côte est des États-Unis. Le SMS Hansa retrouve l'Allemagne en mars 1911. Il fait quelques petits voyages avant la grande croisière annuelle du 26 août 1911 au 7 mars 1912 aux États-Unis. Le 4 juin 1912, il part pour la mer Baltique et visite les ports de Karlskrona et de Saint-Pétersbourg. Le quatrième voyage de formation a lieu du 30 août 1912 au 11 mars 1913 de nouveau aux États-Unis et aux Caraïbes. Du 11 août 1913 au 17 mars 1914, il croise en Méditerranée pour la seconde fois.

### Première Guerre mondiale
Lorsque la Première Guerre mondiale éclate, le SMS Hansa s'apprête à partir en voyage de formation dans l'Atlantique, mais il est affecté au Ve groupe d'éclaireurs le 12 août 1914 sous les ordres du contre-amiral Gisberth Jasper (de) avec ses sister-ships, le SMS Vineta, le SMS Victoria Louise et le SMS Hertha. Il doit surveiller la Baltique occidentale et centrale, sous le commandement de la Hochseeflotte, puis sous celui de la flotte de la Baltique commandée par le prince Henri de Prusse. Le 20 octobre 1914, il se dirige pour réparations vers Dantzig et ne prend donc pas part aux combats autour du Gotland. Le contre-amiral Jasper monte à bord du SMS Hertha qui devient donc navire amiral, le 28 octobre. Le SMS Hansa se dirige quant à lui vers Kiel. Il est mis hors service le 16 novembre 1914.
Il devient alors bateau de casernement pour le personnel de torpilleurs. Il est rayé des listes de la marine le 6 décembre 1919 et détruit à Audorf, près de Rendsburg, en 1920.

## Commandants
- 20 avril - 13 juillet 1899: Kapitän zur See Emil von Lyncker (de)
- 14 juillet 1899 - 23 février 1901: fregattenkapitän, puis Kapitän zur See Hugo Pohl
- 24 février 1901 - 10 décembre 1902: fregattenkapitän, puis Kapitän zur See Adolf Paschen (de)
- 11 décembre 1902 - 16 février 1903: fregattenkapitän Ernst van Semmern (de)
- Mars - juin 1903: Korvettenkapitän Lothar Persius (de)
- 11 mai 1903 - 15 juin 1904: Fregattenkapitän, puis Kapitän zur See Johannes Schröder
- 16 juin 1904 - 22 avril 1906: fregattenkapitän, puis Kapitän zur See Eugen Weber (de)
- 23 avril - 16 octobre 1906: Kapitän zur See Friedrich Marwede
- Octobre 1906: Korvettenkapitän Otto Meinardus
- 1er avril 1909 - 31 mars 1910: Kapitän zur See Otto Back (de)
- 1er avril 1910 - 31 mars 1912: Fregattenkapitän, puis Kapitän zur See Constanz Feldt (de)
- 1er avril 1912 - 31 mars 1914: Fregattenkapitän, puis Kapitän zur See Friedrich von Kameke (de)
- 1er avril - 16 novembre 1916: Fregattenkapitän Karl von Hornhardt (de)

## Données techniques
- Longueur : 110,5 m
- Largeur : 17,6 m
- Tirant d'eau : 7,34 m
- Déplacement : 5 885 tonnes, maximum 6 705 tonnes
- Équipage : 477 hommes ; en tant que navire-école : 684 hommes